# Das Restaurant am Ende des Universums
Das Restaurant am Ende des Universums (englisch The Restaurant at the End of the Universe) ist das zweite Buch aus der fünfteiligen Serie Per Anhalter durch die Galaxis (The Hitchhikers Guide to the Galaxy) von Douglas Adams, das 1980 veröffentlicht wurde. Der Titel bezieht sich auf das fiktive Restaurant Milliways aus Per Anhalter durch die Galaxis. Das Restaurant wurde auf den Überresten des Planeten Magrathea (Hörspielversion) bzw. Froschstern B (Romanversion) errichtet, in eine Zeitblase eingeschlossen und in die Zeit projiziert, in der das Universum endet. Man kann per Zeitreise jederzeit dorthin in die Zukunft reisen und die leckersten und teuersten Speisen zu sich nehmen. Zur Bezahlung der exorbitanten Rechnung braucht man nur in seiner Zeit einen Pfennig auf ein Konto einzuzahlen, bis zum Ende der Welt wird das verzinste Kapital die Rechnung des Restaurants bei weitem übersteigen.
In diesem Restaurant wird „Ende“ im doppelten Sinne verstanden. Einerseits ist es räumlich am äußersten Rand gelegen, vor allem aber kann man sich in einer „allabendlichen“ Reality-Show über das zeitliche Ende des Universums (und zurück) geleiten lassen. Douglas Adams spielt hier, wie an anderen Stellen seines Werks recht frei mit dem tradierten Raum- und Zeitverständnis und nimmt dabei ironisch die Schaulust des heutigen Menschen aufs Korn.
Der Plot wurde von Adams ursprünglich als Hörspiel verfasst und ist auch Teil einer gleichnamigen BBC-Verfilmung.

## Handlung
Das Buch nimmt den Handlungsstrang des ersten Teils des Anhalters direkt wieder auf. Arthur, Marvin, Ford, Trillian und Zaphod werden, kaum dass sie Magrathea verlassen haben, von den Vogonen angegriffen. Der Versuch, mit ihrem revolutionären Antriebssystem, dem unendlichen Unwahrscheinlichkeitsdrive, zu entkommen, scheitert, weil Arthur den Schiffscomputer mit der Frage nach einer Tasse Tee lahmgelegt hat.
Kurz vor ihrer Vernichtung kommt Zaphod auf die Idee, eine Seance abzuhalten, um den Geist seines toten Urgroßvaters um Hilfe zu bitten. Dieser erscheint auch tatsächlich, ist aber recht ungehalten über die Störung und außerdem ziemlich unzufrieden mit Zaphod im Allgemeinen, weswegen er zwar die Zeit anhält und damit die Zerstörung des Schiffes verhindert, direkt darauf aber Marvin und Zaphod nach Ursa Minor Beta teleportiert, während Arthur, Ford und Trillian untätig und hilflos in der Herz aus Gold in einer Zeitblase stecken.
Auf Ursa Minor Beta finden Zaphod und Marvin das Verlagsgebäude des Anhalters und machen sich auf die Suche nach Zarniwoop, dem derzeitigen Chefredakteur. Als sie dessen Büro im 15. Stock erreichen, wird das gesamte Gebäude von einer Einheit der gefürchteten Froschsternkrieger entführt und nach Froschstern B gebracht. Während Zaphod und Marvin in Zarniwoops Büro warten, gesellt sich ein Fremder zu ihnen, der sich Roosta nennt und weiß, wo sein Handtuch ist. Roosta erklärt ihnen, sie müssten das Gebäude nach der Landung unbedingt durch das Fenster verlassen, was sie, auf Froschstern B angekommen, auch tun.
Nach einer waghalsigen Kletterpartie treffen sie am Fuß des Gebäudes auf Gargravarr, der Zaphod erklärt, seine Strafe für den Diebstahl der Herz aus Gold werde jetzt vollstreckt. Die Strafe besteht darin, dass Zaphod in den totalen Durchblickstrudel gesteckt wird. Der totale Durchblickstrudel ist eine grausame Maschine, die jeden Verstand zerstört, indem sie dem Verurteilten seine eigene Größe in Relation zum Universum zeigt. Die Wahrheit aber, wie unwichtig und klein ein Mensch ist, kann der Verstand nicht ertragen.
Zaphod allerdings spaziert fröhlich wieder aus dem Strudel heraus, von dem er nur erfahren hat, dass er der wichtigste Mensch im Universum ist, was er ohnedies schon wusste. Kurze Zeit später treffen sie in einem alten Raumschiffhangar auf Zarniwoop, der dort die ganze Zeit auf sie gewartet hat. Dieser erklärt Zaphod, dass sie sich in einem künstlichen, eigens für Zaphod erschaffenen, Universum befinden. In diesem Universum ist Zaphod das wichtigste existierende Lebewesen, weswegen auch der Durchblickstrudel für ihn völlig harmlos ist.
Den ganzen Aufwand hat Zarniwoop nur betrieben, um über Zaphod die Kontrolle über die Herz aus Gold zu erlangen. Diese trägt er unwissend, auf Hosentaschengröße geschrumpft, die ganze Zeit in ebendieser mit sich herum. Nachdem Zarniwoop dem Schiff seine wahre Größe zurückgibt, fliehen Zaphod, Trillian, Arthur und Ford, indem sie dem unendlichen Unwahrscheinlichkeitsdrive als Reiseziel das nächstgelegene Restaurant angeben.
Der Unwahrscheinlichkeitsdrive interpretiert die Anweisung nächstgelegen rein räumlich und bringt die Herz aus Gold ins Milliways, das Restaurant am Ende des Universums, das am Rande der Zeit auf den Trümmern von Froschstern B erbaut worden sein wird. Wie sich herausstellt, war Marvin während des Zeitsprungs außerhalb des Schiffs, so dass er Milliarden von Jahren in der späteren Tiefgarage des Restaurants warten muss.
Ford trifft auf seinen alten Kumpel Hotblack Desiato, der mittlerweile Mitglied von Desaster Area ist, der berühmtesten und lautesten Rockband des Universums. Dieser stellt sich jedoch aus steuerlichen Gründen gerade ein Jahr tot und redet nicht mit Ford.
Nach dem Essen klauen Ford und Zaphod das Showraumschiff von Desaster Area, das sich aber als ferngesteuert erweist. Um nicht zusammen mit dem Schiff in eine Sonne gestürzt zu werden, nutzen sie den Teleporter zur Flucht. Da dieser jedoch nie zur Benutzung gedacht war, hat er keine Möglichkeit einer Zieleingabe. Arthur und Ford landen auf der „Arche B“ – einem Saatschiff – des Planeten Golgafrincham, die kurz darauf auf der prähistorischen Erde bruchlandet. Nachdem Arthur und Ford erkennen, wo sie sind, begreifen sie, dass die Menschheit nicht von den Neandertalern, sondern von der Besatzung und den Passagieren von „Arche B“ abstammt, wodurch das Programm zur Ermittlung der großen Frage von Anfang an fehlerhaft war.
Zaphod und Trillian landen auf der Herz aus Gold, die mittlerweile von Zarniwoop kontrolliert wird. Gemeinsam mit diesem begeben sie sich auf die Suche nach demjenigen, der das Universum wirklich regiert.

## Ursprüngliche Handlung
Adams hat beim Schreiben des Romans viele Elemente des Radiohörspiels leicht verändert. So wurde z. B. aus den „kleinen pelzigen Wesen aus dem Krebsnebel“ im Roman „kleine pelzige Wesen von Alpha Centauri“. Die bedeutendste Änderung ist aber die ganz andere Handlung zwischen dem Aufbruch bei Milliway’s und dem Teleport auf das Archeschiff von Golgafrincham. Diese Handlung wird im Folgenden beschrieben.
Das schwarze Raumschiff, in welches Zaphod und Ford einbrechen, ist hier nicht das Showraumschiff von Desaster Area, sondern das Flaggschiff der Haggunenons von Vississitus III auf dem Weg zurück in eine Raumschlacht. Da die Haggunenons Gestaltwandler sind, haben es die Protagonisten an Bord unter anderem mit einem sprechenden Leoparden, einem Schuhkarton und einem Sessel, der der Admiral ist, zu tun. Die Haggunennons sind eine äußerst aggressive Rasse, die andere Wesen verachten, weil sie sich in deren Lage versetzen können. Von daher sind Arthur, Ford, Trillian, Zaphod und Marvin in Gefahr, als Eindringlinge entdeckt zu werden und suchen einen Weg, sich vor der Mannschaft zu verstecken, da sie nicht ewig vorgeben können, sie seien der Admiral. Auf ihrem Weg durch das Raumschiff stoßen sie schließlich auf den Admiral, der sich in eine Kopie des gefräßigen Plapperkäfers von Traal verwandelt hat, woraufhin sie panisch in die Fluchtkapseln stürzen, welche sie vom Raumschiff herunter teleportieren.
Der Angriff der Vogonen nach dem Verlassen von Magrathea und die folgenden Handlungen auf Ursa Minor Beta und Froschstern B (Kapitel 1–13) hingegen kommen im Hörspiel wie auch der Fernsehserie gar nicht vor. Dort explodiert nach heftigem Beschuss durch die Polizisten die Computeranlage auf Magrathea, wodurch die Reisenden durch die Zeit direkt ins Milliways, das in dieser Version auf den Ruinen Magratheas errichtet wurde, geschleudert werden. Da die Herz aus Gold laut Marvin zu diesem Zeitpunkt längst zu Tafelsilber umgearbeitet wurde, müssen sie sich für den Rückweg ein anderes Transportmittel stehlen, welches zufällig das hagunenonische Flaggschiff bzw. das Showschiff von Desaster Area ist.

## Trivia
Die Idee zu dem Restaurant am Ende des Universums kam Adams beim Hören von Grand Hotel, einem Song von Procol Harum, bei dem es in der Mitte scheinbar grundlos einen großen Orchestereinsatz gibt.

## Ausgaben
- Erstausgabe: The Restaurant at the End of the Universe. Pan Books, 1980, ISBN 0-330-26213-0.
- Deutsch: Das Restaurant am Ende des Universums. Übersetzt von Benjamin Schwarz. Rogner & Bernhard, 1982, ISBN 3-8077-0192-3.
- Hörbuch: Das Restaurant am Ende des Universums. Vollständige Lesung von Christian Ulmen. Regie: Kai Lüftner. Übersetzt von Benjamin Schwarz. Der Hörverlag, München und [Hamburg] 2010, ISBN 978-3-86717-423-7.